# Phúc Điền (xã)
Phúc Điền là một xã thuộc huyện Cẩm Giàng, tỉnh Hải Dương, Việt Nam.

## Địa lý
Xã Phúc Điền có diện tích 9,84 km², dân số năm 2022 là 20.651 người, mật độ dân số đạt 2.098 người/km².

## Lịch sử
Ngày 24 tháng 10 năm 2024, Ủy ban Thường vụ Quốc hội ban hành Nghị quyết số 1250/NQ-UBTVQH15 về việc sắp xếp đơn vị hành chính cấp xã của tỉnh Hải Dương giai đoạn 2023 – 2025 (nghị quyết có hiệu lực từ ngày 1 tháng 12 năm 2024). Theo đó, thành lập xã Phúc Điền thuộc huyện Cẩm Giàng trên cơ sở toàn bộ 4,10 km² diện tích tự nhiên, quy mô dân số là 6.550 người của xã Cẩm Điền và toàn bộ 5,74 km² diện tích tự nhiên, quy mô dân số là 14.101 người của xã Cẩm Phúc.
Xã Phúc Điền có 9,84 km² diện tích tự nhiên và quy mô dân số là 20.651 người.